# Xanthorhoe alticola
Xanthorhoe alticola is een vlinder uit de familie spanners (Geometridae). De wetenschappelijke naam van deze soort is voor het eerst geldig gepubliceerd in 1925 door Aurivillius.
De soort komt voor in tropisch Afrika.